# Bridgend
Bridgend (in gallese Pen-y-bont ar Ogwr che significa "alla fine del vecchio ponte") è una comunità del Galles, capoluogo dell'omonimo distretto unitario.
Dal censimento del 2001 risulta che Bridgend ha una popolazione di 39.429 abitanti.